# 大谷徹
大谷 徹（おおたに とおる、1962年〈昭和37年〉5月17日 - ）は、岩手県北上市出身の日本の元社会人野球選手（外野手）、少年野球監督。
妻は大谷加代子、長男はトヨタ自動車東日本にコーチとして所属する大谷龍太、次男はロサンゼルス・ドジャースに所属する大谷翔平。

## 来歴
2人兄妹の長男として生まれ、岩手県北上市和賀町で育つ。父に勧められて野球を始めるが、中学では坊主頭になるのを嫌がり、当初は陸上部に所属。2年生時に三種競技A（100m走、砲丸投、走高跳）で県大会入賞の実績を残すが、明確に個人の優劣がつくことを嫌がり、2年生途中から野球部に転部。エース兼4番打者として活躍し、県内の野球強豪高校からも注目されるようになった。
甲子園大会出場を目指し、中学卒業後は岩手県立黒沢尻工業高等学校に進学。1年生で投手失格の烙印を押され、外野手に転向。また、当初は右打ちだったが、足を生かすために左打ちに転向した。主に1、3、5番打者としてプレー。しかし、3年夏の県大会では盛岡一高相手に初戦敗退を喫し、結局3年間で一度も甲子園大会に出場できなかった。
三菱重工横浜野球部のセレクションを受け、高校卒業後は地元を離れ、同社に入社。同期に、のちにプロ入りする飯塚富司や中野佐資がいる。1年目で肩を故障するも、1、2番打者の外野手として主力に近い位置でプレーするようになる。しかし、6年目を迎えた24歳のとき、監督の臼井喜久男から来季は戦力として使わない旨を通告されたことで現役引退を決意する。
引退した1986年の冬に、同社バドミントン部の熊沢加代子と結婚。以降は三菱重工横浜グループ企業の社業に専念していたが、長男・龍太誕生後の1991年に自動車ボディーメーカー（のちに統合されてトヨタ自動車東日本）に転職。第2子の長女誕生後の1993年7月に地元岩手県北上市に隣接する水沢市（現：奥州市）に移り住む。
1994年に次男・翔平が誕生。長男・龍太が野球を始めたときには社業が忙しく、ほとんど協力できなかったことが心残りだったこともあり、翔平が野球を始めた際には熱心に指導することを決意。翔平が小学2年生から「水沢リトル」に入ると、チームのコーチを買って出るようになり、のちに監督も務めた。翔平が中学進学後に「一関リトルシニア」に移っても同チームのコーチを務め、翔平を計7年間指導したことになる。翔平が巣立った現在も少年野球指導を継続しており、2014年に徹が有志とともに立ち上げた「金ケ崎リトルシニア」で監督を務めている。
前述の自動車ボディーメーカー（奥州市付近）に長年勤務し、長男・龍太は独立リーグ退団後、徹が勤務するそのメーカーが立ち上げたトヨタ自動車東日本硬式野球部に所属している。しかし、2016年末に徹は同社を退社。次男・翔平のサポート体制の充実と、前述の少年野球チーム監督業への専念が退社の理由とされる。
金ケ崎リトルシニアでは、勝利を第一に求めない育成重視の指導方針をとっており、練習試合や地域の大会では、ベンチ入り選手をできる限り起用する。そのこともあり、2022年現在、同チームは全国大会の出場などはできていないものの、教え子が高校進学後に甲子園大会出場を果たしているなどの結果を残している。
2024年時点で小学3年生の孫（長男・龍太の長男）もリトルリーグで野球を始めている。
2024年9月下旬、次男・翔平の所属するロサンゼルス・ドジャースが地区優勝を果たした際、祝福のメッセージをスポーツニッポンに寄せた。